# Harald Schukraft
Harald Schukraft (* 9. Dezember 1955 in Stuttgart) ist ein deutscher Historiker und Autor.

## Leben
Schukraft studierte Geschichte, Politikwissenschaften und Geographie an den Universitäten Stuttgart und Tübingen. Seine Karriere als Autor begann 1981 mit dem Artikel Der Karlsplatz – seine Wandlungen durch sechs Jahrhunderte, der im Stuttgarter Amtsblatt erschien. Seitdem veröffentlicht Schukraft Bücher und Artikel über die Geschichte Württembergs und insbesondere Stuttgarts, wo er auch historische Führungen anbietet und sich für den Erhalt historischer Bausubstanz einsetzt.
1975 wurde er mit dem Scheffelpreis ausgezeichnet.

## Werke (Auszug)
- Wie Stuttgart wurde, was es ist. Silberburg-Verlag, Tübingen 2014, 5. überarbeitete Aufl.
- Die Stiftskirche in Stuttgart als Grablege des Hauses Württemberg. Kunstverlag Fink, Lindenberg im Allgäu 2013.
- Flug über die Region Stuttgart. Silberburg, Tübingen 2011, 4. Aufl.
- Kleine Geschichte des Hauses Württemberg. Silberburg, Tübingen 2006.
- Flug über Baden-Württemberg. Silberburg, Tübingen 2001.
- Renaissance in Baden-Württemberg. DRW, Leinfelden-Echterdingen, 1996.
- Stuttgart damals – Stuttgart jetzt. Silberburg, Stuttgart 1994.
- Die Grablegen des Hauses Württemberg. Theiss, Stuttgart 1989.
- Damals über Stuttgart : Innenstadt und Vororte in Luftbildern aus den zwanziger bis vierziger Jahren. Silberburg, Stuttgart 1988.
- Stuttgarter Strassen-Geschichte(n). Silberburg, Stuttgart 1986, 4. Aufl. 1987.